# Max Bürger (Mediziner)
Max Ferdinand Bürger (* 16. November 1885 in Hamburg; † 5. Februar 1966 in Leipzig) war ein deutscher Internist, Pathophysiologe, Ernährungs- und Altersforscher. Er begründete die Gerontologie. Die ihm zugeschriebene Entdeckung des Glukagons wurde jedoch nicht von ihm, sondern bereits 1923 von Charles Kimball und John Murlin an der Universität Rochester gemacht.

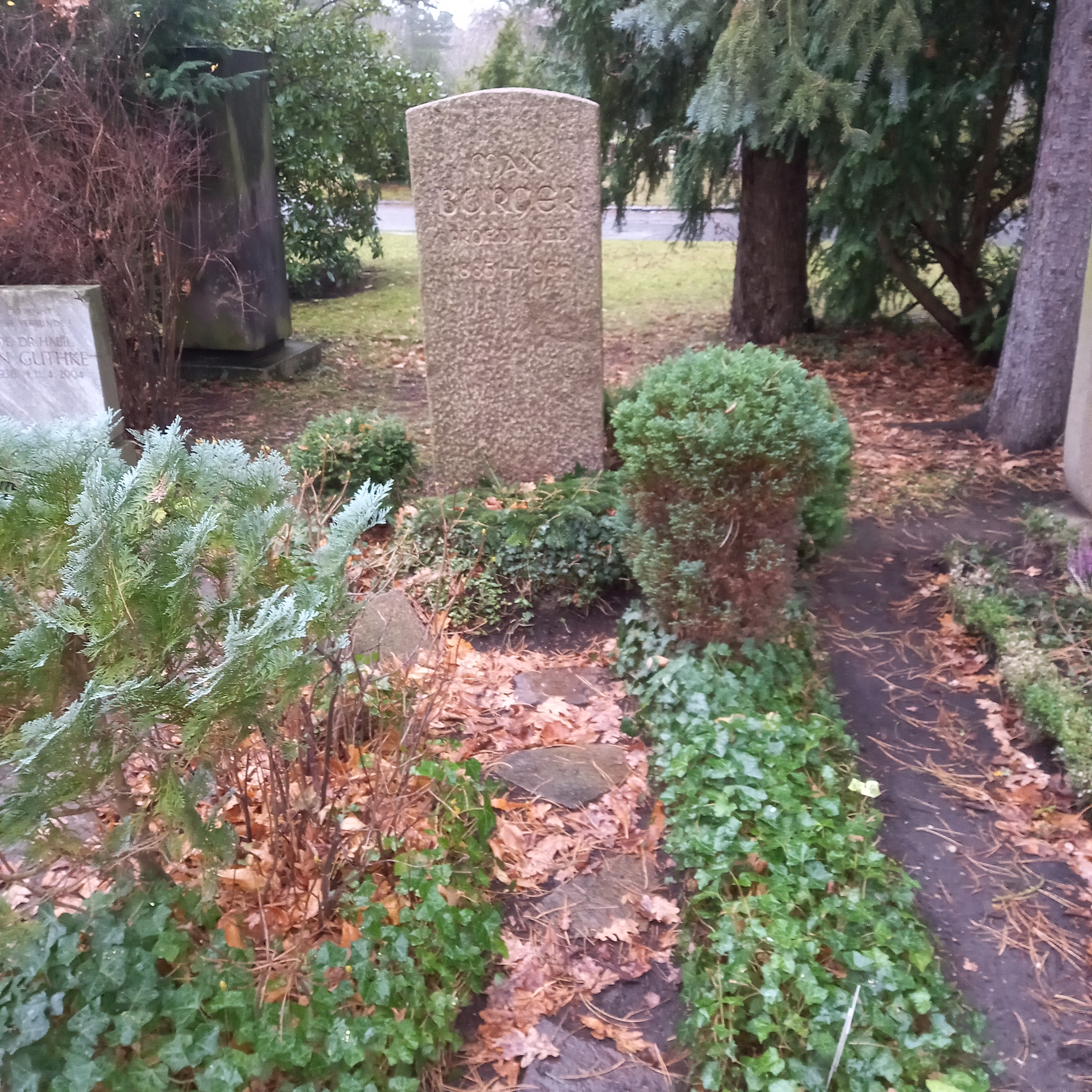
Das Grab von Max Bürger auf dem Südfriedhof (Leipzig)

## Leben
Max Bürger studierte Medizin in Würzburg, Kiel, München, Berlin und wieder Würzburg, wo er 1911 promoviert wurde. Während des Ersten Weltkrieges, arbeitete er als Stabsarzt. Er habilitierte sich 1918 in Kiel für das Fach Innere Medizin. 1920 wurde Bürger in Königsberg Oberarzt, 1922 Professor. 1929 wechselte er nach Osnabrück, wo er als Direktor der Inneren Abteilung den Neubau des Städtischen Krankenhauses leitete. Von 1931 bis 1937 war er Ordinarius in Bonn und Direktor der dortigen Universitätspoliklinik. Nachdem er am 12. Juni 1937 die Aufnahme in die NSDAP beantragt hatte und rückwirkend zum 1. Mai desselben Jahres aufgenommen worden war (Mitgliedsnummer 4.194.223) sowie im selben Jahr dem NS-Dozentenbund und dem NS-Lehrerbund beigetreten war, wurde er Ordinarius für Innere Medizin und Direktor der Medizinischen Universitätsklinik Leipzig.
Bürger wurde nach dem Ende des Zweiten Weltkriegs erneut Ordinarius für Innere Medizin und Direktor der Medizinischen Universitätsklinik und behielt dieses Amt bis zu seiner Emeritierung 1957. Sein Nachfolger wurde Rolf Emmrich.
Im Jahr 1950 wurde Bürger zum Mitglied der Leopoldina gewählt. Im selben Jahr wurde er als ordentliches Mitglied in die Sächsische Akademie der Wissenschaften aufgenommen. 1952 erhielt er den Nationalpreis der DDR II. Klasse. 1955 wurde er ordentliches Mitglied der Berliner Akademie der Wissenschaften und Ehrendoktor der Universität Leipzig. 1956 wurde er mit der Paracelsus-Medaille ausgezeichnet.
Bürger arbeitete besonders auf dem Gebiet der Gerontologie. Die heutige Deutsche Gesellschaft für Gerontologie und Geriatrie ist eine Nachfolgerin der 1938 von Max Bürger in Leipzig gegründeten „Deutschen Gesellschaft für Altersforschung“. Bürger gründete ebenfalls im Jahre 1938 zusammen mit dem Hallenser Physiologen Emil Abderhalden in Leipzig die „Zeitschrift für Alternsforschung“. 1984 wurde ein Berliner Geriatriekrankenhaus nach ihm benannt. 
Seit 1905 war er Mitglied des Corps Bavaria Würzburg.
Am 7. August 1921 heiratete Bürger Hedwig Gertrud Maria Zeiss, eine Enkelin von Carl Zeiss. Das Ehepaar hatte vier Kinder.
Seit 1976 vergab die Deutsche Gesellschaft für Gerontologie und Geriatrie alle zwei Jahre im Rahmen ihrer Kongresse den Max-Bürger-Preis. Seit 2014 wurde die Vergabe ausgesetzt, um die Biografie Max Bürgers historisch wissenschaftlich untersuchen zu lassen. Die Mitglieder entschieden auf der Mitgliederversammlung am 26. September 2014 mit deutlicher Mehrheit, der Empfehlung des Präsidiums, die Namensgebung nicht fortzuführen, zu folgen. Der Max-Bürger-Preis wird ab 2015 umbenannt in „Forschungspreis der Deutschen Gesellschaft für Gerontologie und Geriatrie“.
Die beiden zusammengefassten Institute für Klinische Immunologie und für Virologie des Universitätsklinikums der Universität Leipzig sind nach Max Bürger als Max-Bürger-Forschungszentrum (MBFZ) benannt.

## Veröffentlichungen (Auswahl)
- mit Max Grauhan: Über postoperativen Eiweißzerfall. I. Mitteilung. In: Zeitschrift für die Gesamte experimentelle Medizin. Band 27, 1922, S. 7 ff.
- mit Max Grauhan: Über postoperativen Eiweißzerfall. II. Mitteilung: Die postoperative Azoturie. In: Zeitschrift für die Gesamte experimentelle Medizin. Band 25, 1923, S. 16 ff.
- mit Max Grauhan: Über postoperativen Eiweißzerfall. III. Mitteilung: Die postoperative Azotämie. In: Zeitschrift für die Gesamte experimentelle Medizin. Band 42, 1924, S. 345 ff.
- Pathologisch-physiologische Propädeutik. Berlin 1924.
- mit Max Grauhan: Der postoperative Eiweißzerfall, sein Nachweis und seine Bedeutung. In: Klinische Wochenschrift. 6, 1927, S. 1716 ff. und 1767 ff.
- Altern und Krankheit. Georg Thieme, Leipzig 1947.
- Osmotherapie. Stuttgart 1952.
- Einführung in die innere Medizin. Verlag Walter de Gruyter, Berlin 1952.
- Klinische Fehldiagnosen. Stuttgart 1953.
- Angiopathia diabetica. Stuttgart 1954.
- Einführung in die pathologische Physiologie.Georg Thieme, Leipzig 1956.
- Die chemische Biomorphose des menschlichen Gehirns. Berlin 1957.
- Funktionelle Engpässe des Kreislaufs. München 1957.